# Big South Conference
La Big South Conference est une organisation sportive créé en 1963 et affiliée à la Division 1 de la NCAA.
Son siège est situé à Charlotte dans l'État de la Caroline du Nord aux États-Unis.
La conférence regroupe 11 universités situées dans la région de l'Atlantique Sud des États-Unis (en) et sont issues des États de Caroline du Nord, de Caroline du Sud et de Virginie. Elle possède également des membres associés issus des États de la Géorgie et du New Jersey.
Actuellement, 19 disciplines sportives y sont subsidiées, 10 pratiquées par les équipes féminines et 9 par les équipes masculines.
Le football américain n'y est subsidié que depuis la saison 2002 et ses équipes sont membres de la NCAA Division I Football Championship Subdivision (FCS).
Les dernières universités à avoir rejoint la conférence sont l'Université Campbell en 2011, l'Université de Caroline du Sud à Upstate (en) et  l'Université Hampton en 2018. La conférence devrait accueillir en juillet 2021 l'Université agricole et technique d'État de Caroline du Nord (venant la Mid-Eastern Athletic Conference) et l'Université Robert-Morris (uniquement pour son programme de football américain).
À la suite de la pandémie de Covid-19 aux États-Unis, la Big South a reporté sa saison de football américain prévue à l'automne 2020 au printemps 2021, intégrant l'équipe de football américain de Robert-Morris. Trois autres équipes ont néanmoins annoncé qu'elles ne joueraient pas au printemps.

## Sports pratiqués
| Sport                     | Hommes | Femmes |
| ------------------------- | ------ | ------ |
| Baseball                  | 10     | -      |
| Basket-ball               | 11     | 11     |
| Cross Country             | 11     | 11     |
| Football américain        | 8      | -      |
| Golf                      | 9      | 11     |
| Crosse                    | -      | 7      |
| Soccer                    | 9      | 11     |
| Softball                  | -      | 9      |
| Tennis                    | 8      | 10     |
| Athlétisme (en salle)     | 8      | 9      |
| Athlétisme (en extérieur) | 8      | 9      |
| Volley-ball               | -      | 10     |

NB: les chiffres indiquent le nombre d'universités possédant une équipe dans ce sport

## Membres actuels
- Blue Hose de Presbyterian - en 2020, son équipe de football américain jouant en NCAA Division I FCS possédait le statut d'indépendante. Elle devrait rejoindre la Pioneer Football League en juillet 2021.
- Buccaneers de Charleston Southern
- Bulldogs de l'UNC Asheville - pas de programme en football américain
- Eagles de Winthrop - pas de programme en football américain
- Fighting Camels de Campbell
- Highlanders de Radford - pas de programme en football américain
- Lancers de Longwood - pas de programme en football américain
- Panthers de High Point - pas de programme en football américain
- Pirates de Hampton
- Runnin' Bulldogs de Gardner-Webb
- Spartans de l'USC Upstate -pas de programme en football américain

### Membres associés
- Owls de Kennesaw State (football américain, depuis 2015)
- Hawks de Monmouth (football américain, depuis 2014)
- Lions de North Alabama (en) (football américain, depuis 2019)
- Colonials de Robert Morris (football américain, depuis 2020)

## Anciens membres
- Pirates d'Armstrong State (en)
- Jaguars (en) d'Augusta (en)
- Panthers de Birmingham–Southern (en)
- Chanticleers de Coastal Carolina
- Wildcats de Davidson
- Phoenix d'Elon
- Retrievers de l'UMBC
- Spartans de l'UNC Greensboro
- Tigers de Towson
- Keydets de VMI
- Flames de Liberty

### Anciens membres associés
- Wildcats de Davidson
- Seawolves de Stony Brook
- Seahawks de l'UNC Wilmington

### Les membres au fil du temps
Légende :
- L'Université d'État Augusta fusionne avec l'Université Georgia Regents en janvier 2013 mais est renommée en 2015 Université d'Augusta (en).

## Installations sportives
| École                            | Couleurs | Stade de foot US           | Capacité                | Salle de Basket                         | Capacité                                | Stade de foot                           | Capacité                                | Stade de Baseball                       | Capacité                                |
| -------------------------------- | -------- | -------------------------- | ----------------------- | --------------------------------------- | --------------------------------------- | --------------------------------------- | --------------------------------------- | --------------------------------------- | --------------------------------------- |
| Campbell (Univ. privée baptiste) |          | Barker–Lane Stadium        | 5 200                   | Pope Convocation Center                 | 3 095                                   | Eakes Athletic Complex                  | 1 000                                   | Taylor Field                            | 1 000                                   |
| Charleston Southern              |          | Buccaneer Field            | 4 000                   | CSU Field House                         | 790                                     | Buccaneer Field                         | 4 000                                   | Buccaneer Ballpark                      | 1 500                                   |
| Gardner–Webb                     |          | Ernest W. Spangler Stadium | 7 800                   | Paul Porter Arena                       | 5 000                                   | Greene–Harbison Stadium                 | N/A                                     | John Henry Moss Stadium                 | 700                                     |
| Hampton                          |          | Armstrong Stadium          | 10 000                  | Hampton Convocation Center              | 6 000                                   | HU Soccer Complex                       | N/A                                     | Pas d'équipe de baseball                | Pas d'équipe de baseball                |
| High Point                       |          | Pas d'équipe de foot US    | Pas d'équipe de foot US | Millis Athletic Convocation Center      | 2 565                                   | Vert Track and Soccer Stadium           | 1 100                                   | Willard Baseball Stadium                | 700                                     |
| Kennesaw State                   |          | Fifth Third Bank Stadium   | 8 300                   | Membre en football américain uniquement | Membre en football américain uniquement | Membre en football américain uniquement | Membre en football américain uniquement | Membre en football américain uniquement | Membre en football américain uniquement |
| Longwood                         |          | Pas d'équipe de foot US    | Pas d'équipe de foot US | Willett Hall                            | 1 807                                   | Longwood University Athletics Complex   | 350                                     | Bolding Stadium                         | 500                                     |
| Monmouth                         |          | Kessler Field              | 4 600                   | Membre en football américain uniquement | Membre en football américain uniquement | Membre en football américain uniquement | Membre en football américain uniquement | Membre en football américain uniquement | Membre en football américain uniquement |
| North Alabama                    |          | Braly Municipal Stadium    | 14 215                  | Membre en football américain uniquement | Membre en football américain uniquement | Membre en football américain uniquement | Membre en football américain uniquement | Membre en football américain uniquement | Membre en football américain uniquement |
| Presbyterian                     |          | Bailey Memorial Stadium    | 6 500                   | Templeton Physical Education Center     | 2 500                                   | Martin Stadium at Edens Field           | 400                                     | PC Baseball Complex                     | N/A                                     |
| Radford                          |          | Pas d'équipe de foot US    | Pas d'équipe de foot US | Dedmon Center                           | 5 000                                   | Cupp Stadium                            | 5 000                                   | Radford University Baseball Field       | N/A                                     |
| Robert Morris                    |          | Joe Walton Stadium (en)    | 3 000                   | Membre en football américain uniquement | Membre en football américain uniquement | Membre en football américain uniquement | Membre en football américain uniquement | Membre en football américain uniquement | Membre en football américain uniquement |
| UNC Asheville                    |          | Pas d'équipe de foot US    | Pas d'équipe de foot US | Kimmel Arena                            | 3 200                                   | Greenwood Field                         | 1 000                                   | Greenwood Baseball Field                | 1 000                                   |
| Winthrop                         |          | Pas d'équipe de foot US    | Pas d'équipe de foot US | Winthrop Coliseum                       | 6 100                                   | Eagle Field                             | 1 500                                   | Winthrop Baseball Park                  | 1 800                                   |

Notes
1. ↑  Campbell était un membre fondateur de la Big South en 1983. Les Fighting Camels la quitte en 1994 mais y reviennent en 2011 pour tous les sports à l'exclusion du football américain lequel reste dans la Pioneer Football League. Néanmoins, le programme de football de Campbell reviendra dans la Big South pour le début de la saison 2018.
2. 1 2 3 4  Université considérée comme membre associé.

## Palmarès
| Université          | Nombre de tournois gagnés | Dernier tournoi gagné |
| ------------------- | ------------------------- | --------------------- |
| Winthrop (en)       | 11                        | 2017                  |
| Coastal Carolina    | 5                         | 2015                  |
| UNC Asheville (en)  | 5                         | 2016                  |
| Charleston Southern | 4                         | 1997                  |
| Liberty             | 3                         | 2013                  |
| Radford (en)        | 3                         | 2018                  |
| Campbell            | 1                         | 1992                  |
| Gardner–Webb        | 1                         | 2019                  |
| UNC Greensboro      | 1                         | 1996                  |

Notes
1. ↑  A quitté la Big South en fin de saison 2016
2. ↑  A quitté la Big South en fin de saison 1996

| Saison | Champion            | Record     |
| ------ | ------------------- | ---------- |
| 2002   | Gardner–Webb        | 3–0        |
| 2003   | Gardner–Webb        | 4–0        |
| 2004   | Coastal Carolina    | 4–0 (10–1) |
| 2005   | Charleston Southern | 3–1 (7–4)  |
| 2005   | Coastal Carolina    | 3–1 (9–2)  |
| 2006   | Coastal Carolina    | 4–0 (9–3)  |
| 2007   | Liberty             | 4–0 (8–3)  |
| 2008   | Liberty             | 5–0 (10–2) |
| 2009   | Stony Brook         | 5–1 (6–5)  |
| 2009   | Liberty             | 5–1 (8–3)  |
| 2010   | Coastal Carolina    | 5–1 (6–5)  |
| 2010   | Stony Brook         | 5–1 (6–5)  |
| 2010   | Liberty             | 5–1 (8–3)  |
| 2011   | Stony Brook         | 6–0 (8–3)  |
| 2012   | Coastal Carolina    | 5–1 (7–4)  |
| 2012   | Stony Brook         | 5–1 (9–2)  |
| 2012   | Liberty             | 5–1 (6–5)  |
| 2013   | Coastal Carolina    | 4–1 (10–2) |
| 2013   | Liberty             | 4–1 (8–4)  |
| 2014   | Liberty             | 4–1 (8–4)  |
| 2014   | Coastal Carolina    | 4–1 (11–1) |
| 2015   | Charleston Southern | 6–0 (9–2)  |
| 2016   | Charleston Southern | 4-1 (7-4)  |
| 2016   | Liberty             | 4-1 (6-5)  |
| 2017   | Kennesaw State      | 5-0 (12-2) |
| 2018   | Kennesaw State      | 5-0 (11-2) |
| 2019   | Monmouth            | 6-0 (11-3) |

Notes
1. 1 2 3 4 5  A remporté la Big South Conference en playoffs.
2. ↑  A quitté la Big South en fin de saison 2013.
3. ↑  A quitté la Big South en fin de saison 2014.
4. ↑  A quitté la Big South en fin de saison 2017.

La Big South Conference a présenté plusieurs joueurs aux Drafts de la NFL et qui ont effectué une carrière professionnelle au sein de la National Football League.
| Nom                 | Poste | Université       | Année de la Draft | Choix de Draft     | Équipe NFL |
| ------------------- | ----- | ---------------- | ----------------- | ------------------ | ---------- |
| Tyler Thigpen (en)  | QB    | Coastal Carolina | 2007              | 7e tour, choix 217 | Vikings    |
| Jerome Simpson      | WR    | Coastal Carolina | 2008              | 2e tour, choix 46  | Bengals    |
| Brian Johnston (en) | DE    | Gardner–Webb     | 2008              | 7e tour, choix 210 | Chiefs     |
| Rashad Jennings     | RB    | Liberty          | 2009              | 7e tour, choix 250 | Jaguars    |
| Josh Norman         | CB    | Coastal Carolina | 2012              | 5e tour, choix 143 | Panthers   |
| Justin Bethel       | S     | Presbyterian     | 2012              | 6e tour, choix 177 | Cardinals  |
| Walt Aikens (en)    | CB    | Liberty          | 2014              | 4e tour, choix 125 | Dolphins   |